# Desa Sumberagung (administrativ by i Indonesien, Jawa Tengah, lat -8,14, long 110,80)
Desa Sumberagung är en administrativ by i Indonesien.   Den ligger i provinsen Jawa Tengah, i den västra delen av landet, 500 km öster om huvudstaden Jakarta. Desa Sumberagung ligger vid sjön Telaga Ngaluran.